# Ratatouille
 Denne artikel omhandler retten Ratatouille. For filmen af samme navn, se Ratatouille (film).
Ratatouille er en traditionel fransk provencalsk sammenkogt ret af tomater, løg, courgetter, peberfrugter og auberginer, som sauteres i olivenolie.